# Boiu de Sus, Hunedoara
Boiu de Sus este un sat în comuna Gurasada din județul Hunedoara, Transilvania, România. Se află în partea de nord a județului,  în Munții Metaliferi.

## Date demografice
La recensământul din anul 2002 avea o populație de 123 locuitori.

## Monumente
Casa de lemn Andrica Sinefta din sat are statut de monument istoric, Cod LMI: HD-II-m-B-03260.

## Rezervații naturale
În apropierea satului se află rezervația naturală Calcarele de la Boiu de Sus.